# Кичка Бодурова
Кичка Жекова Бодурова е българска поп певица. Има издадени 30 албума, в които пее на 5 езика –български, руски, немски, гръцки и английски. Има реализирани концерти в 5 континента – Европа, Азия, Северна Америка, Африка и Австралия.

## Биография
Кичка Бодурова е родена на 29 ноември 1955 г. в Бургас. Започва кариерата си в България, превръща се в голяма певица в Гърция и впоследствие се установява в Съединените американски щати.
Родителите  ѝ ѝ купуват цигулка на 6-годишна възраст и тя свири 7 години. Още в детската градина участва на конкурс в училище „Христо Ботев“ гр. Бургас и го печели с песента „Жалба ми падна на сърце“. Дебютира на голямата сцена като ученичка в самодейния състав „Орфей“ в родния си град, с който става лауреат на фестивала „Тракийска лира“ 1971 г. Завършва езикова гимназия с руски и немски.
Приета е немска филология, но избира консерваторията. Завършва естрадния отдел на музикалната академия София през 1977 г. в класа на Георги Кордов.
Като студентка пее в трио „Обектив“ и е солистка на оркестър „Метроном“. През 1977 г. се представя на международния конкурс за изпълнители на фестивала „Златния Орфей“ с двете песни „Магазин на любовта“ (б. т. Кръстьо Станишев, ар. Петко Петков) и „Такива, каквито бяхме“ (м. Марвин Хамлиш, т. Алан и Мерилин Бергман, ар. Иван Стайков), където е удостоена с наградата на община Бургас и Съюза на музикалните дейци, и през същата 1977 г. „Балкантон“ ги издава в първата ѝ малка плоча под кат. № ВТК 3378. Прави невероятно впечатление на чуждестранните представители и заваляват покани за ГДР. Там снима поне 2 телевизионни предавания на месец и записва много песни в Радио Берлин. Изпълнява няколко песни на немски език, които стават много популярни в ГДР – „Ven die erste liebe“, „Arcona“ и др. Докато е в ГДР на асамблеята на световната младеж, работи с Тина Търнър и други световни звезди. До началото на 80-е участва на няколко международни поп-фестовала, на които печели награди: „Червеният карамфил“ – Сочи ‘77 (трета награда), „Шлагерфестивал“ Дрезден, ГДР ’79 (трета награда), „Интерталант“ Чехословакия ’79 (втора награда), най-добър глас на фестивала „Песни за морето“ Рощок ’80, ГДР. Почетен гост на фестивала „Олимп“ в Гърция.
През тези години значителна роля за успехите ѝ има Зорница Попова, която създава много от хитовете в репертоара ѝ. В България е чута от гръцки импресарио – песента „Историйо моя, грях мой“ и подписва договор за работа в Гърция, Австралия и Англия. За първи път заминава за Гърция през 1981 г., работи с Дионисио и балет „Арабеск“. При това посещение участва на конкурс на фирма „Колумбия“ в Атина и го печели. Осъществява концерти и ангажименти в Алжир, Малта, Германия, ЮАР, Русия, Унгария, Полша, Чехия, Великобритания, Австралия, между които и концертно турне с оркестъра на Радио „Хелзинки“, Финландия.
През 1990 г. получава „Златна плоча“ от Балкантон за продадени над 450000 копия на плоча, продавани в България и в чужбина.
От 1991 година живее и работи в Съединените щати. Участва в шоу програми и концерти в Сан Франциско, Чикаго, Лос Анжелис, Лас Вегас и др.
Връща се за първи път в България през 1994 година, за да изнесе грандиозен рецитал на „Златният Орфей“.
След това телевизионният канал HBO снима неин рецитал в „La Strada“, а две години по-късно пее на сцената на „Hollywood Palladium“. През 1999 година пее и в „Сизърс Палас“.
От 2000 година живее и работи постоянно в Лас Вегас, САЩ, но не забравя българските си фенове и всяка година се връща за няколко месеца в България. Издава няколко диска с любими песни на българската публика и прави концертни турнета в страната. Изнася рецитал на „Световната олимпиада по изкуствата“ и става директор за България през 1998 г. На 6 декември 2004 г. получава званието „Почетен гражданин на Бургас“. Прави три концерта в НДК, Зала 1 – 2006, 2008 и 2010 г., които зрителите наричат „магия“. Печели наградата на публиката на фестивала „Бургас и морето“ през 2008 г. с песента „Помниш ли, море?“. Песента е написана от самата нея, както много други авторски песни. А специално за тази песен Кичка Бодурова казва: „Това е моята изповед“.
През 2010 г. издава автобиографичната си книга „Това съм аз“. За нея режисьорката Васа Ганчева споделя: „Забележително е, че пише най-малко за дългия низ от заслужени успехи и предпочита да изрази благодарността си и почитанието си към добрите жестове, подпомогнали пътя ѝ. В книгата няма и грам бляскав звезден прах, самохвалство или самовлюбеност. Хората я боготворят, слушат я със стиснати гърла и насълзени очи. Книгата е вулкан от емоции и откровения, описание на живот, труден и борбен. На любов и страст, на безмерна радост и убийствена скръб.“
Кичка Бодурова записва със „златни букви“ името си в историята на българската популярна музика, като изпява песните „Обичам те, майко Българийо“, „У дома“, „Големият час“ и др.
През 2013 г. музикална компания „БГ Къмпани“ издава четири компактдиска на Кичка Бодурова: „Златни хитове“ – 1 и 2 част, специална mp3-колекция, включваща 123 песни, както и компилация от гръцки песни.
В края на 2014 г. Кичка Бодурова прави концерт в зала 1 на Националния дворец на културата. Концертът е заснет и показан по БНТ по време на Коледните празници. Певицата споделя, че композиторката Зорница Попова в много моменти ѝ е била силна опора. Както много български поп певци, така и Кичка Бодурова има песни в албумите си по музика на композиторката.
Участва във VIP Brother 7 през септември 2015 г. и заема 3-то място.

## Дискография

### Малки плочи
- 1977 – „Кичка Бодурова“[1]
(SP, Балкантон – ВТК 3378)
- 1979 – „Кичка Бодурова“[2]
(SP, Балкантон – ВТК 3476)
- 1980 – „Кичка Бодурова“[3]
(SP, Балкантон – ВTК 3576)
- 1981 – „Кичка Бодурова“[4]
(SP, Балкантон – ВTК 3657)

### Студийни албуми
- 1983 – „Аз съм жена“
(LP, Балкантон – ВTA 11171)
- 1984 – „Гръцки песни“
(LP, Балкантон – ВТА 11334)
- 1985 – „Кичка Бодурова“
(LP, Балкантон – ВТА 11586)
- 1986 – „Кичка Бодурова“
(LP, Балкантон – ВТА 11989)
- 1987 – „Всеотдайност докрай“
(LP, Балкантон – ВТА 12197)
- 1988 – „Гръцки песни“
(LP, Балкантон – ВТА 12378)
- 1996 – „Пея за всички приятели“
(MC, Бофироф – МС 067)
- 1996 – „Гръцки звуци“
(CD, EMI, Бофироф – 0001)
- 1997 – „Това съм аз“
(MC и CD, Unison)
- 1999 – „Аз и болката“
(MC и CD, Пайнер – 9910256 – 61)
- 2000 – „Я кажи ми...“
(CD, Пайнер – 2012350 – 131)
- 2012 – „Завръщане“
(CD, KB production)
- 2023 – „Надежда и тъга“

### Компилации
- 2006 – „The best 1“
(CD, Кичка Бодурова)
- 2008 – „The best 2“
(CD, Кичка Бодурова)
- 2013 – „Златните хитове 1“
(CD, BG Music company)
- 2013 – „Златните хитове 2“
(CD, BG Music company)
- 2013 – „Най-доброто от Кичка Бодурова. МР3 колекция. 123 златни песни“
(CD, BG Music company)
- 2013 – „Златни гръцки песни“
(CD, BG Music company)
- 2016 – „Много лично... и още нещо“
(CD, Кичка Бодурова)

## DVD
- 2007 – „In the show Dream“
- 2008 – „Пея за всички приятели“
- 2009 – „Мечта“
- 2011 – „Това съм аз“

## Награди и отличия
- 1971 – Лауреат на фестивала „Тракийска лира“
- 1977 – Наградата на ОНС Бургас в Международния конкурс за изпълнители на фестивала „Златният Орфей“, Слънчев бряг
- 1977 – Наградата на Съюза на музикалните дейци в Международния конкурс за изпълнители на фестивала „Златният Орфей“, Слънчев бряг
- 1977 – III награда на Международния фестивал „Червеният карамфил“ в Сочи, СССР
- 1979 – III награда на Международния фестивал „Шлагерфестивал“, Дрезден, ГДР
- 1979 – II награда на Международния фестивал „Интерталант“, Чехословакия
- 1980 – „Най-добър глас“ на Международния фестивал „Песни за морето“, Рощок, ГДР
- Почетен гост на фестивала „Олимп“ в Гърция
- 1990 – Златна плоча от Балкантон за продадени над 450 000 копия на плочи, продавани в България и чужбина
- 2004 – „Почетен гражданин на Бургас“
- 2008 – Наградата на публиката за песента „Помниш ли, море?“ на фестивала „Бургас и морето“
- 2015 – III място във формата „VIP Brother“

## Музика за нея са писали
Зорница Попова, Димитър Пенев, Морис Аладжем, Тончо Русев, Иван Пеев, Вили Казасян, Иван Калчинов, Мария Ганева, Александър Йосифов, Найден Андреев, Димитър Гетов, Развигор Попов, и много др.

## Музикални изяви

### Участия в концерти
- Стотици концерти на 5 континента.
- Участия в тв програми в ГДР, Полша, Чехословакия, Русия, Украйна, Беларус, Алжир, Испания, Малта, Гърция, Австралия. Концерти в Национален дворец на културата, София – 2006 г., 2008 г., 2010 г., 2014 г. Последно лятно турне в България през 2024 г.